# Can't Stop Writing Songs About You
Can't Stop Writing Songs About You è un singolo della cantante australiana Kylie Minogue e della cantante statunitense Gloria Gaynor uscito il 19 marzo 2022. Il brano è il terzo singolo estratto dalla re-issue del quindicesimo album studio di Kylie Minogue Disco: Guest List Edition.